# Fritz Prechtl
Fritz Prechtl (Wenen, 27 december 1923 - Forchtenstein, 12 september 2004) was een Oostenrijks syndicalist en politicus voor de SPÖ.

## Levensloop
Prechtl vatte in 1939 een leerverband aan bij de Österreichische Bundesbahnen (ÖBB) en studeerde in 1941 af als bankwerker. Na de Tweede Wereldoorlog trad hij terug in dienst bij de ÖBB. Omstreeks 1950 werd hij er syndicaal actief en in 1965 werd hij verkozen tot voorzitter van het Gewerkschaft der Eisenbahner (GdE), een functie die hij uitoefende tot zijn pensionering in 1987. Hij werd in deze hoedanigheid opgevolgd door Johann Schmölz.
Daarnaast werd hij op het dertigste ITF-congres te Wenen in opvolging van de Zwitser Hans Düby verkozen tot voorzitter, een functie die hij uitoefende tot 1985. Hij werd in deze hoedanigheid opgevolgd door de Canadees Jim Hunter.
Ten slotte zetelde hij voor de Sozialdemokratische Partei Österreichs (SPÖ) van 22 oktober 1971 tot 17 oktober 1975 in de Bundesrat en van 4 november 1975 tot 16 december 1986 in de Nationalrat.